# Хаммад ибн Бологгин
Хамма́д ибн Бологги́н (Хаммад ибн Булуггин, араб. حماد بن بلقين‎; ум. в 1028) — основатель династии Хаммадидов, правитель одноимённого государства на севере современного Алжира в 1014—1028 годах.

## Биография
После смерти его отца, Бологгина ибн Зири, аль-Мансур ибн Бологгин (984—995), брат Хаммада, встал во главе династии Зиридов в Ифрикии и назначил Хаммада губернатором центрального Магриба (ныне это территория северного Алжира). В 1007 году Хаммад основал город Кала-Бени-Хаммад в горах Ходна к западу от Сетифа и приступил к широкомасштабному строительству, выстроив несколько дворцов и Большую мечеть, которая стала известной среди современников.
После этого Хаммад стал приобретать все большее влияние в западных зиридских областях. В 1014 году он принял ислам суннитского толка, заявил о своей независимости от Зиридов и признал суннитских правителей династии Аббасидов в Багдаде законными халифами (а не шиитских правителей династии Фатимидов, от имени которых правили Зириды).
Желая вернуть владения Хаммада под власть Зиридов, его племянник амир Бадис ибн аль-Мансур в 1016 году во главе войска подступил к Кала-Бени-Хаммад, однако умер во время осады города. Следующий зиридский амир аль-Муизз ибн Бадис, не добившись успеха в военном противостоянии, в 1017 году заключил с Хаммадом ибн Бологгином перемирие. В 1018 году Зириды признали независимость Хаммадидов.
Преемником Хаммада был Каид ибн Хаммад (1028—1054), под руководством которого были восстановлены отношения с Фатимидами.